# Skršín
Skršín (en allemand : Skirschina) est une commune du district de Most, dans la région d'Ústí nad Labem, en République tchèque. Sa population s'élevait à 279 habitants en 2021.

## Géographie
Skršín se trouve à 10 km à l'est du centre de Most, à 31 km au sud-ouest d'Ústí nad Labem et à 66 km au nord-ouest de Prague.
La commune est limitée par Korozluky et Lužice au nord, par Měrunice à l'est, par Kozly et Bělušice au sud, et par Bečov à l'ouest.

## Histoire
La première mention écrite du village remonte à l'an 1100.

## Transports
Par la route, Skršín se trouve à 11 km de Most, à 44 km d'Ústí nad Labem et à 83 km de Prague.